# Предчелюстная кость

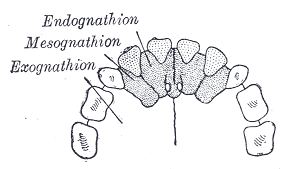
Межчелюстная кость человека

Предчелюстная кость (англ. premaxilla) — парная кость черепа перед верхнечелюстной костью. У млекопитающих к ней крепятся резцы, у птиц формирует значительную часть надклювья. У человека предчелюстная кость различима на зародышевом этапе развития, а затем она срастается с верхнечелюстными костями.

## У человека
В анатомии человека кость называют межчелюстной или резцовой. Открытие этой кости у человека приписывается Иоганну Гёте. Независимо от него и с помощью других методов её также открыли Пьер Мари Огюст Бруссон (в 1779) и Феликс Вик-д’Азир (+1780).

### Филогенез
Межчелюстная кость, происходят из мезэктодермы и относятся к висцеральному скелету. У человека резцовая кость срастается с верхнечелюстной костью ещё на стадии зародыша. С возрастом шов между резцовой костью и верхнечелюстной становится незаметным (заметен у 26 % пятилетних детей).